# Thân vương quốc Lüneburg
Thân vương quốc Lüneburg (sau này còn được gọi là Celle) là một bộ phận lãnh thổ của Công quốc Brunswick-Lüneburg trong Đế chế La Mã Thần thánh, nằm dưới quyền trực thuộc hoàng đế. Nó tồn tại từ năm 1269 đến năm 1705 và lãnh thổ của nó nằm trong bang Lower Saxony của Đức ngày nay. Thân vương quốc được đặt tên theo thủ đô đầu tiên của nó, Lüneburg (còn được gọi là Lunenburg trong tiếng Anh), được cai trị chung bởi tất cả các dòng Brunswick-Lüneburg cho đến năm 1637. Từ năm 1378, trị sở của Thân vương quốc được đặt tại Celle. Nó bị mất độc lập vào năm 1705 khi bị Tuyển hầu quốc Brunswick-Lüneburg sáp nhập, nhưng vẫn giữ được phiếu bầu của mình trong Reichstag với tên gọi Brunswick-Celle.